# Eva (revista)
Eva fue una revista quincenal chilena dedicada a la mujer. Fue publicada entre 1942 y 1974, siendo dirigida a lo largo de su historia por Elena Gómez de la Serna, Ghislaine Helfmann, Lenka Franulic, Marlore Anwandter, Carmen Machado, María Elena Aguirre, Carmen Puelma y Gloria Stanley. Su eslogan era «La revista moderna de la mujer».
Los contenidos de esta revista eran, en su mayoría, reproducciones de artículos extranjeros. Eva publicaba cuentos y novelas que continuaban en el número siguiente y mantenía secciones permanentes de cocina, puericultura, belleza y moda. Tenía una sección llamada «Nuevas profesiones para la mujer», donde publicaba reportajes de la educación femenina superior y de los empleos modernos que congregaban a las mujeres.
El ocaso de Eva en la década de 1970, estuvo fuertemente marcado por el surgimiento de otras publicaciones, en particular de la revista Paula. Su último número fue publicado en diciembre de 1974.